# Chris Wyles
Christopher Thomas Wyles, detto Chris (Stamford, 13 settembre 1983), è un ex rugbista a 15 statunitense, che giocava principalmente nel ruolo di estremo; ha rappresentato gli Stati Uniti in tre edizioni della Coppa del Mondo di rugby dal 2007 al 2015.

## Biografia
Nato a Stamford, in Connecticut, da genitori inglesi trasferiti per lavoro negli Stati Uniti, Wyles crebbe ad Allentown, in Pennsylvania, fino a 11 anni, praticando baseball, pallacanestro e football americano.
Dopo il ritorno della famiglia in Inghilterra, a Nottingham, Wyles passò al rugby; fu proprio nel Nottingham che Wyles ebbe le sue prime esperienze di club e debuttò in seconda divisione inglese.
Rimase a Nottingham fino alla laurea in scienze politiche presso la locale università, e successivamente si trasferì come professionista al Northampton in English Premiership.
Alla fine della stagione la squadra retrocedette, e Wyles prese in considerazione l'idea di smettere l'attività e di trasferirsi a Londra per intraprendere l'attività finanziaria, ma fu chiamato negli Stati Uniti, in forza del suo passaporto americano, e prese parte alle competizioni della propria nazionale a sette, esordendo anche in quella a quindici nel corso della Churchill Cup in Inghilterra, debuttando a Stockport contro gli England Saxons.
Con il club inglese Wyles divenne campione nazionale nel 2010-11, e successivamente fu chiamato nella Nazionale per la sua seconda Coppa del Mondo, in cui contribuì, contro la Russia, alla prima vittoria della sua squadra dalla Coppa del 2003; in Inghilterra fu, ancora, finalista di Heineken Cup 2013-14 contro il Tolone di Jonny Wilkinson e, la stagione successiva, di nuovo campione d'Inghilterra contribuendo alla vittoria con una meta nella finale di Twickenham contro Leicester.
A fine torneo fu nominato capitano della Nazionale degli Stati Uniti, e analogo ruolo rivestì nella rosa che prese parte alla Coppa del Mondo di rugby 2015 in Inghilterra, in cui Wyles guidò una squadra che si componeva di venti debuttanti a livello internazionale.

## Palmarès
- Premiership: 4
Saracens: 2010-11, 2014-15, 2015-16, 2017-18
- Coppe Anglo-Gallesi: 1
Saracens: 2014-15
- Champions Cup: 2
Saracens: 2015-16, 2016-17